# Drosophila pseudoobscura (artundergrupp)
Drosophila pseudoobscura är en artundergrupp som innehåller sex arter. Artundergruppen ingår i släktet Drosophila, undersläktet Sophophora och artgruppen Drosophila obscura.
Arterna inom artundergruppen placerades från början i artundergruppen Drosophila obscura men har sedan delats upp i två olika artundergrupper då den innehåller två tydligt skilda släktlinjer.

## Lista över arter i artundergruppen
- Drosophila cuauhtemoci
- Drosophila lowei
- Drosophila maya
- Drosophila miranda
- Drosophila persimilis
- Drosophila pseudoobscura